# Goz Beida
Goz Beïda (arabisk: قوز بيدا) er en by der ligger i det østlige Tchad. Den er hovedstaden i regionen Sila og departementet Kimiti. Før 2008 var Goz Beïda en del af Ouaddaïregionens tidligere Siladepartement.
Goz Beïda ligger omkring 70 km fra grænsen til Darfurregionen i det vestlige Sudan, og 1.200 km ad vej fra N'Djamena, hovedstaden i Tchad. Byen har en flyveplads, Goz Beïda Lufthavn.
På grund af sin nærhed til Sudan har Goz Beïda en geografisk strategisk placering, både for grænsehandel og som transitpunkt under regionale kriser, og modtager ofte flygtninge fra nabolandet.

## Historie
Navnet Goz Beïda stammer fra kombinationen af de tchadiske arabiske ord Goz (sand) og Beïda (hvid), der bogstaveligt betyder "hvidt sand". Byen strækker sig, i skyggen af nogle store træer, ud over hvidt sand omgivet af okkerfarvede klipper. Sultan Hyssac Habreche menes at have navngivet området i det 16. århundrede.
Goz Beïda opretholder historiske bånd med Dajufolket, et muslimsk folk fra det sydlige Ouaddaï, og var residens for sultanen af Daju (12. til 15. århundrede). Byen var også en del af Wadai Sultanatet (en) (1635–1912).
Under den franske kolonisering i første halvdel af det 20. århundrede blev regionen indlemmet i Fransk Tchad, som var en del af Fransk Ækvatorialafrika. Efter uafhængigheden i 1960, stod Goz Beïda, ligesom mange andre områder i det nye land, over for udfordringer med integration og udvikling.
I begyndelsen af det 21. århundrede husede byen titusindvis af sudanesiske flygtninge på grund af Darfur-konflikten. Derudover husede den titusindvis af internt fordrevne tchadiske flygtninge, primært på grund af Borgerkrigen i Tchad (2005–2010) (en). Som følge heraf har Goz Beïda været omgivet af flygtningelejre, der forvaltes af internationale humanitære organisationer. Et eksempel er Djabel-lejren, der ligger 4 km fra bymidten og administreres af FN's Flygtningehøjkommissær (UNHCR).
Ud over udfordringerne med flygtninge, var Goz Beïda, mellem 2006 og 2008, mål for angreb af Union of Forces for Democracy and Development, en tchadisk oprørsgruppe, der var aktiv i den periode og havde til formål at vælte den daværende præsident Idriss Déby.   
Ved de nye konflikter i Sudan i 2023 modtog Goz Beïda nye tilstrømninger af flygtninge. Ifølge UNHCR var der omkring 30.000 mennesker i Djabel-flygtningelejren i august samme år,  selvom dette tal faldt til lidt over 11.000 ved udgangen af 2024.

## Geografi
Goz Beïda er strategisk placeret i et fladt område, omgivet af fem bjerge og med en stor grøn zone, der opretholder en rig fauna og flora. Byen har vanskeligheder transport til de andre dele af landet, især i regntiden. Wadier (floder eller kanaler, der fører vand fra et sted til et andet) kan forårsage erosion og ødelæggelse af infrastruktur og boliger. De mest almindelige klimarelaterede katastrofer i regionen er oversvømmelser og tørke.
Levevilkårene for mange er vanskelige med mangel på mad, drikkevand og basale faciliteter til uddannelse og sanitet.
Byen er udgangspunkt for at udforske den nærliggende Goz Beïda Nationalpark, der har et meget varieret dyreliv, bl.a. zebraer, løver, leoparder, elefanter, vildsvin, næsehorn og en bred vifte af fugle og andre dyr .[15] Parken dækker cirka 3.000 kvadratkilometer, og selvom den har været ramt af konflikter, krybskytteri og andre grusomheder, er den stadig et tilflugtssted for sjældne og truede arter.

## Demografi
Før 1970'erne havde Goz Beïda en befolkning på omkring 7.000 indbyggere.  Dette tal steg til omkring 20.000 i 1998  og nåede officielt 41.248 i folketællingen i 2009, hvilket gør den til den tiende mest folkerige bosættelse i Tchad. 
Den betydelige vækst var primært drevet af de titusindvis af internt fordrevne tchadere, hvoraf mange var flygtet på grund af konflikter i landet, samt sudanesiske flygtninge fra Darfur-konflikten. I 2016 blev det anslået, at mindst 20.000 sudanesere boede i Goz Beïda og det omkringliggende område. 
Denne befolkningstilvækst har lagt pres på lokale økosystemer, hvilket gør dem mere skrøbelige og vanskeligere at opretholde. Derudover har befolkningstilvæksten skabt udfordringer på vigtige områder som drikkevand, elektricitet, afvanding, offentlig transport og social infrastruktur.